# Simon Tadej Volbenk Grahovar
Simon Tadej Volbenk Grahovar (tudi Grachower, Grahover ali Grahauer), slovenski slikar miniaturist, * 25. julij 1709, Tržič, † 22. avgust 1774, Ljubljana.

## Življenje in delo
Študiral je na vseučilišču v Gradcu, od leta 1739 je bil adjunkt deželnega registratorja v Ljubljani. Njegovo glavno delo so miniature v tehniki gvaša, ki so zbrane v delu Spominska knjiga Dizmove bratovščine (Theatrum Memoriae nobilis ac almae societatis Unitorum). Knjigo hrani Arhiv Slovenije. Pri delu, ki poleg naslovne strani vsebuje še 198 podob grbov s slikovno ponazorjenimi gesli, mu je pomagala hčerka Nikolaja (1742 - 1814). Njegove miniature, nastale v obdobju 1740-1744, so na listih 97-193. Te topografske listine v kartušah (kartuša: okrašen baročni okvir ovalne oblike za razne napise, simbole ali grbe) je pozneje razvil v celostne upodobitve s krajino in alegorično figuraliko, ki slogovno prehajajo od baroka k rokokoju. Poleg tega je narisal in naslikal še mnogo drugih nabožnih sličic na pergament in urézal nekaj slik na bakrene ploščice.